# 5347 Orestelesca
5347 Orestelesca este un asteroid din centura principală de asteroizi.

## Descriere
5347 Orestelesca este un asteroid din centura principală de asteroizi. A fost descoperit pe 24 februarie 1985 la Observatorul Palomar de Eleanor Francis Helin. Asteroidul prezintă o orbită caracterizată de o semiaxă mare de 3,01 ua, o excentricitate de 0,04 și o înclinație de 11,1° în raport cu ecliptica.